# Formica picea
Formica picea é uma espécie de formiga do gênero Formica, pertencente à subfamília Formicinae.